# Glochidion nothofageticum
Glochidion nothofageticum är en emblikaväxtart som beskrevs av Airy Shaw. Glochidion nothofageticum ingår i släktet Glochidion och familjen emblikaväxter. Inga underarter finns listade i Catalogue of Life.